# Rivière du Domaine
Pour les articles homonymes, voir Domaine.
La rivière du Domaine est un affluent de la rive est de la rivière Chaudière laquelle coule vers le nord pour se déverser sur la rive sud du fleuve Saint-Laurent.
La rivière du Domaine coule dans les municipalités de Sainte-Marguerite et de Sainte-Marie-de-Beauce, dans la municipalité régionale de comté (MRC) de La Nouvelle-Beauce, dans la région administrative de Chaudière-Appalaches, au Québec, au Canada.

## Géographie
Les principaux bassins versants voisins de la rivière du Domaine sont :
- côté nord : rivière Chassé ;
- côté est : rivière Belair, rivière Pyke, rivière Henderson ;
- côté sud : rivière Chaudière, rivière Belair, rivière chez Binet ;
- côté ouest : rivière Chaudière.

La rivière du Domaine prend sa source en zone forestière et agricole, sur la rive droite de la rivière Chaudière, dans la municipalité de Sainte-Marguerite à 6,2 km au sud du village et à 5,7 au nord-est de la rivière Chaudière. La rivière du Domaine" coule surtout dans les limites de l'ancienne seigneurie Sainte-Marie en Beauce.
À partir de sa source, la rivière du Domaine" coule sur 13,5 km répartis selon les segments suivants :
- 2,0 km vers l'ouest, jusqu'au du chemin du rang Saint-Gabriel-Nord ;
- 2,0 km vers l'ouest, jusqu'à une route de campagne ;
- 9,3 km vers l'ouest, jusqu'à la route 216 ;
- 0,2 km vers l'ouest, jusqu'à sa confluence.

La rivière du Domaine" se jette sur la rive sud de la rivière Chassé à 1,0 km en amont du pont du chemin du rang Saint-Gabriel-Nord et à 1,9 km en amont du pont de l'autoroute 73, soit l'autoroute Robert-Cliche.

## Toponymie
Le seigneur Tachereau utilisait la rivière du Domaine" pour son usage propre. Ce toponyme figure sur une carte datant de 1954.
Le toponyme Rivière du Domaine a été officialisé le 5 décembre 1968 à la Commission de toponymie du Québec.